# Llista de castellanismes en català
Aquesta és una llista de castellanismes típics en català no inclosos en el diccionari considerat normatiu.

## A
- abaratar: abaratir
- abarcar: abraçar, abastar, comprendre
- abarrotar: barrotar
- abastir: proveir, fornir; abastar
- abatir: abatre, atuir, aterrar
- abertura: obertura, respirall
- abobat: encantat, parat, aturat
- abollar: abonyegar, abonyar
- abort: avortament, aborció
- abotxornar: sufocar, asfixiar, avergonyir
- abrotxar: cordar, botonar
- abutxear: esbroncar
- acantilat: penya-segat, espadat, precipici, cingle
- acarrejar: ocasionar, comportar, causar
- acàs (si): si de cas
- acaudalat: acabalat, adinerat
- acera: voravia, vorera
- aclarar: aclarir, esbrinar, escatir
- aclaració: aclariment
- acometida: escomesa || presa (de corrent)
- aconteixement: esdeveniment, fet
- acoplament: acoblament
- acosar/acossar: encalçar, empaitar; assetjar
- acostumbrar: acostumar
- acovardar: acovardir
- acreedor: creditor
- acunyar: encunyar
- acuse de recibo: justificant o acusament de recepció
- adecentar: endegar, agençar, acondiciar
- adelantar: avançar, anticipar, bestraure/bestreure
- ademés: a més, demés, oimés, a més a més
- adiestrar: ensinistrar
- admitir: admetre
- adoléixer: patir, pecar
- adoquí: llamborda, panot, pedra
- a dures penes: amb penes i treballs, amb prou feines/faenes
- afan: afany, deler
- afanar-se: afanyar se, acuitar-se
- afear: blasmar, retreure, enlletgir
- afrenta: afront, greuge
- agalles: coratge, tripes, molt de valor, pit, ànim
- agasajo: afalac, compliment
- agatxar-se: ajupir-se, abaixar-se
- agobiar: aclaparar, atabalar, afeixugar
- agotar: esgotar, exhaurir
- agrad: gust, grat, agradament
- agravar: agreujar
- agraviar: agreujar; ofendre
- agravio: greuge
- agüero: auguri, averany
- aguileny, aguilenc: camús, d'àguila (nas)
- agujetes: cruiximent, fiblades, esbraonament. tenir agujetes: estar cruixit/da, estic baldat/da, sentir fiblades per tot el cos
- agulletes: cruiximent, fiblades, esbraonament. tenir agulletes: estar cruixit/da, estic baldat/da, sentir fiblades per tot el cos
- ahínco: deler, afany
- ahorrar: estalviar
- aiguar: aigualir
- ajedrès: escacs
- alabança: lloa, lloança
- alabar: lloar
- alardejar: vanar-se, gallejar
- albedrío: albir, arbitri
- albornós: barnús
- alboroto: esvalot, cridòria
- alcançar: assolir, arribar, abastar
- aldaba: argolla, pernet, picaporta
- aleació: aliatge (m.), lliga
- alemà/aleman, alemana: alemany, alemanya
- alentar: encoratjar, animar
- alevosia: perfídia, traïdoria
- alfarer: terrissaire, gerrer, oller
- alfombra: catifa, estora; tapís (de paret)
- alicaigut: alacaigut, alatrencat, decaigut, abatut, capcot, capbaix, capjup, descoratjat, desanimat
- aliento: alè, ànim
- alinyar: amanir, adobar
- aliviar: alleujar fig. ; alleugerir
- almeja: cloïssa, copinya
- almorrana: morena
- alpiste: escaiola
- alquiler: lloguer
- alquitrà: quitrà
- alrededors: voltants, rodalia
- altillo: entresolat, mansarda, golfes, sostremort
- alumbrat: enllumenatge, il·luminació
- allunitzar: allunar
- amaestrar: ensinistrar
- amamantar: alletar, lactar
- amanéixer (subs.): alba, albada
- amanéixer (v.): Llostrejar, clarejar
- amansar: amansir
- amapola: rosella
- àmbar: ambre
- ambos: ambdós, tots dos
- ameno: amé, plaent
- amerissar: amarar
- amilanar-se: acovardir, acoquinar, intimidar, aclaparar
- aminorar: minorar, minvar, disminuir
- amodorrar-se: ensopir-se
- amoldar: emmotllar
- amordassat: emmordassat
- amortiguar: esmorteir
- amparo: empara
- ampolla: butllofa, bambolla, bufa
- amurallar: emmurallar
- ancla: àncora
- andami: bastida
- andén: andana, moll
- àngul: angle
- angustia: angoixa, angúnia
- anidar: niar, niuar
- ansiar: cobejar, delerar, ansiejar
- antebraç: avantbraç
- antes: abans
- anticipo: avanç, acompte, bestreta
- antifàs: careta, màscara
- antojar-se: antullar-se, tenir un rampell
- anyadir: afegir
- apacible: plàcida, tranquil·la
- apaciguar: apaivagar
- apanyo: adob, arranjament
- aparato: aparell, aparat, dispositiu
- aparatós: espectacular
- apariència: aparença
- apego: afecció, inclinació
- apenar: afligir
- apenes: a penes, amb prou feines/faenes, quasi no, gairebé no
- apercibir: apercebre, albirar; prevenir
- apissonadora: aplanadora
- aplaçar: ajornar, diferir, posposar (aplaçar = donar un lloc de treball)
- aplastant: rotunda, indiscutible, aclaparadora
- aplastar: esclafar, aixafar
- aplauso: aplaudiment, picament de mans, ballmanetes, mamballetes
- apoiar: ajudar,donar suport, recolzar
- apolillar-se: arnar-se, corcar-se
- apremiar: apressar, constrènyer
- apresar: detindre, capturar, arrestar
- apressuradament: apressadament
- apretar: collar, prémer, pitjar, tibar, estrènyer, comprimir, cenyir; fig. collar, exigir
- apurar: esgotar, exhaurir, afligir
- apuro: dificultat, embolic, embull
- aquestos: aquests, estos Val.
- armonia: harmonia
- arandela: volandera
- àrbit: àrbitre
- arboleda: arbreda
- arcén: voravia lateral, voral, vorera
- arcilla: argila
- aro: cèrcol, segment, argolla, rodell
- arrabal: raval
- arraigar: arrelar
- arranque: arrancada, embranzida
- arrastrar: arrossegar
- arrebatar: arrabassar, arravatar
- arrecif: escull, baix
- arreglo: adob, arranjament, pegot
- arremetida: arremesa
- arrepentir-se: penedir-se
- arrojar: traure, vomitar
- arroio: rierol, calçada
- arrollar: atropellar
- artesonat: enteixinat, tegellar
- artilugi: artefacte, giny
- artimanya: artifici, trampa, parany
- asador: ast
- asat: rostit
- asco: fàstic
- assediar: assetjar
- assedio: setge
- aseo: netedat, condícia
- asombrós: estrany, sorprenent
- asqua: brasa
- assafata: cambrera, assistenta, hostessa
- assamblea: assemblea
- assiento: seient, assentament
- assomar: traure el cap, apuntar, aguaitar, guaitar
- assombrar: astorar, admirar
- assunto, assumpt, assumpte: afer, tema, subjecte. No és *assumpte teu: no és cosa teva
- asustar: espantar, atemorir, estamordir, esglaiar
- astilla: estella
- astiller: drassana
- atadura: lligament, lligam
- atareat: aqueferat, enfaenat
- atascar: encallar, embussar
- ataüt: taüt, caixa (de mort)
- ataviar-se: abillar-se
- atemorisar: atemorir
- aterrat: aterrit, atemorit, espantat
- aterrissar: aterrar, prendre terra
- atestiguar: testificar, testimoniar
- atiborrar: embotir, atapeir, atibacar
- atolondrar: atribolar, atabalar, esvalotar, esborneiar, atarantar; atordir; esbojarrar-se
- atolondrat: atribolat, atabalat, esvalotat, esborneiat; eixelebrat
- atornillar: caragolar, engramponar
- atragantar-se: entravessar-se
- atràs: retard, endarreriment, subdesenvolupament
- atravessar: travessar, creuar; travessar o passar (un carrer)
- atril: faristol
- atzavatxe: atzabeja
- aullar: udolar
- aunar: unir, ajuntar-se
- aunque: encara que
- avalanxa: allau, llau f.
- avantposar: anteposar
- avaro: avar, avariciós, gasiu, mesquí
- avasallar: dominar, sotmetre
- averiguar: esbrinar, escatir
- avestruç: estruç
- avorréixer: avorrir
- avui en dia: avui dia

## B
- babosa: llimac, bavosa
- bactèria: bacteri
- badén: gual, corregall
- bahia: badia
- balsa: rai
- bandeja: safata, plàtera, plata
- bandido: bandit, bandoler
- banquillo: banqueta
- barco: embarcació, vaixell, nau
- barquillo: neula
- barruntar: sospitar, malpensar
- bàrtuls: estris, trastets, equip
- bassura: fem(s), escombraries
- batir: batre, remenar, trinxar
- bedel: bidell
- berberecho: catxell, escopinya
- biombo: paravent, mampara
- bisagra: frontissa
- bisco: guenyo, guerxo
- bisiesto: bixest (any de traspàs)
- bisuteria: bijuteria
- bobada: bajanada
- bobo: babau
- bocacalle: cantonada, embocadura
- bocadillo: entrepà, sandvitx
- bocina: botzina
- bócio: goll
- bolso: bossa, moneder, sac de mà
- bombilla: bombeta
- bones (salutació): bon dia, bon vespre, bona nit
- bonito: bonítol
- boquete: esvoranc
- botiquí: farmaciola
- botxorn: xafogor, vergonya, deshonor
- bucejar: capbussar-se, bussejar
- buhardilla: golfa, mansarda
- buitre: voltor
- bulto: embalum, paquet
- buscar: cercar
- búsqueda: recerca, cerca
- busso: bus, escafandrer
- bussó: bústia, boca

## C
- cabestrillo: cabestrell
- cadera: maluc, amaluc, flanc
- caldo: brou
- calentar: calfar, escalfar, caldejar
- calentura: febre
- calificar: qualificar
- calitat: qualitat
- càmara: cambra, sala; càmera
- camarí: cambril
- camarot: cabina
- camilla: (taula) tendur, taula amb faldes, taula amb braser
- camilla: llitera, baiard
- caminata: caminada
- candau, candat: cadenat
- candelabro: canelobre
- cansanci: cansament, cansera
- cantitat: quantitat
- canyeria: canonada
- caradura: tenir barra, barrut
- carajillo: cigaló, rebentat, tocat, trencat
- careig: acarament, confrontació
- caréixer: mancar, faltar, freturar
- carinyo: afecte, afecció; amor, amoret(a), baldufa, barrufet(a), bombonet, bonic(a), cardina R, cel, colomet(a), coseta/cosiua, cuca, cuquet(a), estimadet(a), estimat, -ada, flor(eta), marrec, nin(a), moixonet(a), ocellet(a), pesolet, pollet(a), puça, rei(na), ratolí, reiet (-a), reietó (-na), sol(et), sucret, terrosset, torronet(a), trosset de cel, tresor(et), vailet, vida, videta, xerric(a), xic(a)… (aquests noms poden ser precedits de ‘mon-el meu/ma-la meva’ o seguits de ‘meu/meua)
- carinyós: manyac, manyagós
- carinyosament: manyagosament, afectuosament
- cartelera: cartellera
- cascarràbies: rondinaire, remugador, pudent, mastegatatxes, malgeni
- casi: quasi
- catarates: cascades, saltant, salt d'aigua, sallent
- catastre: cadastre
- catxivatxe: andròmina, endergues
- catxondo: divertit, graciós; calent, bacó (pebrat, de caràcter sexual)
- caudal: cabal {quantitat}
- cautiu: captiu
- cebo: esquer, enceb
- celofà: cel·lofana
- celós: gelós
- celosia: gelosia, ventalla
- cerradura: pany
- cerrajero: manyà, serraller
- cerrojo: pany, forrellat, tanca
- césped: gespa
- cetro: ceptre
- cierre: tancament, tanca, fermall
- ciervo: cervo, cérvol
- cigüenya: cigonya
- cimentar: fonamentar
- cinzell: cisell
- ciudatà: ciutadà
- claretat: claredat
- claro: clariana, clapa
- coaligar-se: coalitzar-se
- cofradia: confraria
- coixera: coixesa, coixària, ranquera
- colilla: burilla, llosca, cigala, cega (cap de cigarret o cigarro)
- col·lisionar: col·lidir
- coletilla: afegitó
- colgador: penjador, penja-robes
- colmar: curullar
- colmena: arna, rusc, buc
- colmo: curull adj.; súmmum, allò que no hi ha
- columpi: gronxador, agronsador, baldador
- compadéixer: compadir
- companyerisme: companyonia
- complexe: complex
- compostura: endreç, agençament
- comunment: comunament
- concejal: regidor, edil, conseller
- condó: condom, preservatiu
- condolència: condolença, condol
- conllevar: comportar
- connexionar: connectar
- cono: con
- conta: compte
- convulsionar: convulsar
- conxa: closca, valva, petxina
- copla: cobla
- copo: floc, borrall, volva
- corassonada: pressentiment, corada
- corba: revolt, revolta, giravolt
- cordillera: serralada
- cordura: seny
- corpinyo: cosset
- corriment: esllavissada, solsida
- corsé: cotilla
- corseteria: cotilleria
- costra: crosta
- cotejar: acarar, comparar, confrontar
- cotidià: quotidià
- cotilla: tafaner, xafarder
- coto: vedat, devesa
- cotxino: porc, brut, llord
- creència: creença
- criader: viver, planter, almàixera
- crio: criatura
- croar: raucar
- crusar: creuar; encreuar; travessar
- cruse: encreuament, cruïlla
- cuartel: caserna, quarter
- cuarto: cambra
- cuba: bóta, vaixell
- cubilet: gobelet, pot, potet
- cubito: glaçó, terròs de gel
- cuerno: corn, banya
- cuero: cuir, cuiro
- cuidadós: acurat, curós, primmirat
- culebra: colobra, serp
- culpabilitzar: culpar
- cumpleanys: aniversari, natalici
- cuna: bressol, bres, bressa
- cunya: tascó, falca, cuny
- cupo: quota, part, contingent
- curiosejar: tafanejar
- curva: revolt, revolta, viratge || corba
- cutxilla: ganiveta, tallant

## D
- danyí: danyós
- de par en par: de bat a bat
- debacle: desfeta
- debatir: debatre
- decà, decano: degà
- decepcionar: decebre, defraudar
- decimonònic: vuitcentista
- decodificador: descodificador
- dehesa: devesa
- delantal: davantal
- demés (els): els altres, la resta
- deparar: proveir, fornir, procurar
- derramament: vessada, vessament
- derramar: vessar, abocar
- derretir: fondre
- derribar: derrocar, enderrocar, abatre
- derrotxar: malgastar, malbaratar
- desaforat: desmesurat, contra llei
- desavenència: desavinença
- desasseat: descurat, desendreçat, descuidat, desagençat
- desagraviar: desagreujar
- desahogo: alleujament
- desahuciar: desnonar, acomiadar, desdonar
- desarme: desarmament
- desarrollar: desenvolupar
- descaro: barra
- descollar: Sobresortir || Excel·lir
- descuidar: descurar, negligir || distraure
- desde luego: sens dubte, és clar, per descomptat
- desditxa: dissort
- desempenyar {un paper}: exercir, fer
- desenfadat: desimbolt, desembarassat
- desetxable: d'un sol ús, d'ús limitat
- desetxar: rebutjar, refusar, excloure
- desfalléixer: defallir
- desfile: desfilada
- desganyitar-se: esgargamellar-se
- desguassar: desballestar, desbastar
- deslís: relliscada
- deslumbrar: enlluernar
- desmadrar-se: descontrolar-se
- desmoronar-se: esllavisar-se, ensorrar-se
- despampanant: espatarrant, desconcertant
- despedida: acomiadament, comiat m.
- despedir: acomiadar, despatxar
- despegue: enlairament, arrancada
- despejar: aclarir, desembarassar || aïllar {una incògnita}
- despensa: rebost
- despido: comiat || acomiadament
- despilfarrar: malversar, balafiar
- despreci: menyspreu, desdeny
- desprovist: desproveït, mancat
- destino: destí {sort} || destinació {lloc} || càrrec, lloc de treball
- destornillador: tornavís, descaragolador
- desvanéixer: esvanir, esborrar
- detentar: detenir, tenir
- deuda: deute
- dintel: llinda
- disfrutar: gaudir, fruir, xalar, passar-s'ho bé || tenir
- dispondre: disposar
- distingo: distinguo
- ditxa: sort, felicitat
- ditxo: dita, sentència
- ditxós: feliç, venturós, benaurat
- divisar: entreveure, albirar
- donar a la fuga: fugar, pegar a fugir
- donar-se compte: adonar-se
- dormiló: dormilega
- drogadicte: drogoaddicte

## E
- eje: eix
- empanyar: entelar
- empenyar: empenyorar
- empenyar-se: entestar-se, obstinar-se, aferrar-se || endeutar-se
- emplear: usar, emprar
- en ves de: en lloc de
- encaréixer: encarir || recomanar
- encarinyar-se: afeccionar-se, encaterinar-se
- encendedor: encenedor
- encimera: taulell; cuina encastada
- encina: alzina
- enchufe: endoll, embrancament || amiguisme
- enfado: enuig
- enfermetat: malaltia
- engorròs: enutjós, molest
- engrassar: greixar, untar || adobar
- enhorabona: felicitacions, per molts anys
- enmienda: esmena
- enredo: embolic, tripijoc
- ensaladera: enciamera
- ensaladilla: ensalada, amanida, enciam(ada)
- ensalçar: enaltir, exalçar
- ensenada: badia, cala
- ensimismat: abstret, consirós, entotsolat
- enterar-se: assabentar-se, saber, adonar-se
- entorpir: entrebancar, destorbar, dificultar; obstruir (un objecte o cosa); fer nosa; atabalar, atordir, marejar, atorrollar, torbar, desconcertar, destarotar
- entranyar: comportar
- envio: tramesa
- equis: ics (so: x), xeix (so: sh)
- escalofrio: calfred, esgarrifança
- escamar: escamnar
- escany: escó, escon
- escaparate: aparador
- escarxa: gebre, gebrada, rosada blanca
- escollo: escull
- esguinç: esquinç
- eslabó: baula, banda, anella
- esmeralda: maragda, esmaragda
- esmerar-se: mirar-s'hi, aplicar-se
- espuma: bromera, escuma
- esquàlid: prim, escanyolit, desnerit
- estallar: rebentar, esclafar
- estància: estança, cambra || estada, sojorn
- estera: estora
- estorní: estornell
- estrellar-se: estavellar-se
- estreméixer: estremir, escruixir
- estribo: estrep
- esvanéixer: esvair, defallir, esvanir
- etxura: forma, figura, fet, faiçó/faïment (en costura per ex.
- exprimidor: espremedora
- extendre: estendre
- extraditar: extradir.
- extranger: estranger
- extrany: estrany

## F
- fallar (sentència): sentenciar, dictar o pronunciar sentència
- fallo: error, errada || sentència
- fardo: fardell, paquet
- farol: fanal, faró, || mentida
- favoréixer: afavorir
- favorit: preferit
- fetxa: data
- fehacient: fefaent
- felicitats: felicitacions, per molts d'anys
- felpa: pelfa
- fi i al cap (al): al cap i a la fi, al capdavall
- fiambre: carn freda || cadàver
- fiambrera: carmanyola, portaviandes
- financiar: finançar
- finiquito: finiment, quitament, (de la quitança, (de la) liquidació
- fleco: serell
- fletar (un vaixell): noliejar
- fletxasso: amor sobtat, fiblada d'amor
- floréixer: florir
- flotar: surar
- follar: boixar, brocar, cardar, cardussar, carregar, clavillar, embagar, encauar, endinyar, enfornar, enforquillar, enastar, ensardinar, ficar, flicar, flocar, fotre, pitjar, xerigar, xeringar, eixeringar, xingar...
- formateig: formatació
- formatejar: formatar
- frambuessa: gerd, gerdó
- frescura (cara): barra, gosadia, atreviment
- fresó: maduixot, fraga
- frioler: fredolic, fredolec, fredeluc
- front a: de cara a, davant
- fronterís: fronterer
- fulla {de paper}: full
- fundició: foneria || fosa

## G
- gafe: mala sort; adj. malastruc, malsortat, malsortós, sapastre
- galardonar: guardonar, llorejar
- galgo: llebrer
- ganader: ramader
- ganància: guany
- garabato: gargot
- garantitzar: garantir
- gasto: despesa
- gatell, *gatillo: gallet
- gavilà: esparver
- gaviota: gavina
- gemelos: bessons || binocles || botons dels punys
- glaciar: gelera, glacera
- golossines: llepolies, llaminadures
- gordo: gras
- gorgorito: refilet
- gotero: degotador
- grajea: dragea, papabenet || píl·lola || confit
- grave: greu
- grieta: esquerda, clivella, escletxa
- grifo: aixeta, canella || broc
- guardabarros: parafang
- guarida: cau, amagatall || aixopluc
- guasson: burleta
- guirnalda: garlanda

## H
- habitació: cambra (una habitació és un habitatge o una habitança)
- hacienda: propietat, heretat; ministeri d'*hisenda: ministeri de les finances
- halagar: afalagar
- hardware: maquinari
- hassanya: proesa, gesta, feta
- hasta: fins (a)
- hetxura: forma, figura, fet, faiçó
- hiedra: heura
- hiel: fel
- hinxa: seguidor, aficionat
- hipo: singlot
- hojaldre: pasta de full
- hombrera: musclera
- hongo: fongus (Coromines, DECAT), bolet
- hospedar: albergar, allotjar, acollir, hostatjar
- hossico: morro, musell
- hostigar: assotar, calcigar || fuetejar
- hueco: buit; racó fig. || esponjós, flonjo
- huella: empremta, petja, rastre
- huerfano: orfe
- huésped: hoste
- humillar: humiliar
- húngar: hongarès
- hutxa: guardiola, vidriola

## I
- icono: icona
- iman: imant, aimant || imam (religiós musulmà)
- immediacions: rodalia, voltants
- impar: imparell, senar
- imprenta: impremta
- inalàmbric: sense fil
- incautar-se: apoderar-se
- inclús: fins i tot, àdhuc
- inconfundible: inconfusible
- incurrir: incórrer
- infundir: infondre
- inginier: enginyer
- ingle: engonal
- inhalàmbric: sense fil
- injertar: empeltar
- inscribir: inscriure
- insertar: inserir
- interrumpir: interrompre
- invernader: hivernacle
- invernal: hivernal
- inverosímil: inversemblant
- iraquí: iraquià
- israelí: israelià

## J
- jabalí: senglar
- jalea: gelea
- jaleo: rebombori, avalot, escàndol
- jamó: pernil
- jaque: escac
- jarabe: xarop
- jarra: pitxer
- jaula: gàbia
- jefatura: prefectura, direcció
- jinete: genet
- joroba: gepa
- jorobat: geperut
- juanete: galindó
- junt a: al costat de, prop de, juntament amb, a la vora de
- juntar: ajuntar
- jusgat: jutjat

## L
- laçarillo: pigall, gos guia
- lacra: xacra, tara
- ladera: aiguavés, vessant
- lago: llac
- laguna: llacuna, estany
- làmpara: làmpada, bombeta, llum
- lanxa: llanxa
- lavanderia: bugaderia
- leal: lleial
- lealtat: lleialtat
- lejia: lleixiu
- lentejueles: lluentons, llustrins
- lentilla: lent de contacte, lentícula
- ligero: lleuger
- lija: paper de vidre, paper d'escata
- lijar: escatar, polir
- limosna: almoina
- limpiaparabrises: eixugaparabrises
- lio: embolic
- llaga: nafra, ferida
- llama: flama
- llamatiu: cridaner
- llanto: plor, plany
- llargar: amollar, afluixar
- llastimar: malmetre
- llavero: clauer
- lletrero: cartell, rètol
- lliberar: alliberar
- llibreta: quadern
- llinterna: llanterna
- lograr: aconseguir
- luego: després, aviat, prompte
- lujo: luxe
- luto: condol
- lutxa: lluita, brega, baralla

## M
- maceta: test, cossiol
- madera: fusta
- madriguera: cau, lludriguera
- magullar: masegar
- mailing: publitramesa
- maillot: mallot
- malograr: malmetre, espatllar
- manantial: deu, font, ullal, brollador
- manar: rajar, brollar
- mançanilla: camamil·la, camamilla
- manecilla: maneta, busca
- maneguets: braçals
- manga: màniga, mànega
- manivela: maneta
- manossejar: grapejar, manyuclar, toquejar o toquerejar (tocar amb les mans repetidament, grosserament, sense delicadesa; cast. manosear, sobar), graponejar; masegar o maurar (prémer repetidament cast. sobar)
- manotejar: graponejar (remenar les grapes o les mans, especialment fent esforços per a treure alguna cosa, per a alliberar-se d'una nosa, etc)
- mansana: bloc de cases, illa
- manteca: sagí, saïm, llard
- manteleria: joc/parament de taula
- marica o maricon: doneta, marieta, mariola
- marimatxo: Gallimarsot
- mariposa: papallona, palometa
- màrmol: marbre
- marxitar-se: emmusteir-se, pansir-se, marcir-se
- màstil: pal, arbre
- matarife: matador, escorxador
- matxacar, matxucar: picar o batre; fig. aplicat a una “pugna”: atonyinar, fer miques, fer xixines, masegar, deixar cruixit; fig. amb el significat de “persistir en alguna cosa”: insistir, perseverar; en bàsquet, esmaixar (“encistellar una pilota amb força vertical”)
- medició: mensuració, mesurament
- medir: mesurar, amidar, fer
- mejillons: clòtxines, musclos
- melenut: cabellut
- mella: osca, senyal
- mella: fer marcar || crebantar
- membrillo: codony, codonyat
- menatge: parament de taula
- mendic: captaire, mendicant, pidolaire, captador
- mendruc: rosegó, tros, bocí, crostó
- menguar: minvar
- mengano: en tal
- mengua: minva
- menos (por lo): almenys, si més no
- menospreci: menyspreu
- mentira: mentida
- menut (a): sovint
- menyique: menovell, dit menut
- menys mal: encara sort, quina sort, sort
- merengue: merenga
- merlussa: lluç || mona, pet
- mermar: minvar
- messeta: altiplà, pla
- metxer: encenedor || blener || broc || mistera
- miga: molla, mica
- milloria: millora
- mimbre: vímet, vim
- minusvalia: discapacitat, minusvalidesa
- mirilla: espieta, reixeta || mira
- mirlo: merla
- mixte: mixt
- modals: maneres, formes
- modorra: ensopiment
- moldures: motlures, motllures
- moll (matalàs): molla, resort
- monasteri: monestir
- moneder(o): portamonedes
- morrejar-se: donar-se barram o donar-se bec
- moscardó: borinot
- movilitzar: mobilitzar
- muleta: crossa
- munyeca: puny, canell, monyica
- musgo: verdet, molsa
- muslo: cuixa

## N
- nàcar: nacre
- nada menos: ni menys ni més
- nalga: natja
- navaixa: navalla
- naviera: naviliera
- navio: navili
- neumonia: pneumònia
- ni molt menys: ni de bon tros, amb molta diferència
- nitxo: nínxol
- nisprer: nesprer
- nòria: sénia, sínia
- nòvia: núvia, || xicota, promesa
- novillo: jònec
- nòvio: nuvi || promés, xicot
- número {quantitat}: nombre
- nutrir: nodrir

## O
- obispat: bisbat
- oblea: neula, hòstia
- ocurrir: ocórrer, passar, tenir lloc
- ofertar: oferir, traure a concurs
- office: recuina
- oïdo: oïda || orella
- ójala: tant de bo!
- ojo!: Compte!, atenció! Alerta!
- olfat: olfacte
- olvidar: oblidar
- ombligo: melic, llombrígol
- oràcul: oracle
- ordenyar: munyir
- orfelinat: orfenat
- orilla: vora || marge, riba
- otear: atalaiar
- otonyal: tardoral
- otorgar: atorgar
- ovillo: cabdell

## P
- pajarita: llacet, corbata de llaç
- palco: llotja, tribuna
- palillo: escuradents, furgadents || boixet
- panal: bresca
- panel: plafó, panell
- pantorrilla: tou de la cama, panxell, ventre(ll) de la cama
- panyals: bolquers
- panyo: drap
- paper de lija: paper de vidre, d'escata
- papilla: farinetes
- par: parell || par
- parabien: enhorabona
- paracaides: paracaigudes
- parader: localització || parador
- paradògic: paradoxal
- paraigües: paraigua (sing.)
- paraís: paradís
- pararraios: parallamps
- pareat: apariat
- paro: atur, aturada
- pàrpad: parpella, parpall
- pàrraf: paràgraf
- parrilla: graella
- part (mèdic): informe, comunicat
- parxe: pedaç
- pasmosa: sorprenent, esbalaïdora, espaterrant, espatarrant
- passacalle: passacarrer, cercavila, passavila
- passi/pas: permís, bitllet; classificació
- passillo: passadís, corredor
- pata: pota, cama, petge
- patada: potada, puntelló
- paulatinament: gradualment, de mica en mica, a poc a poc
- pato: ànec
- pavo: titot, tito, gall dindi, polit. Paó
- pavor: por, pànic, paor, paüra, feredat, basarda
- peató: pedestre, -a, menys precís: passant, vianant, transeünt
- peatonal: pedestre, -a, menys precís: de vianants
- peca: piga
- pedido: comanda
- pegar: apegar, enganxar || escaure
- pegar foc: calar foc
- pegatina: adhesiu
- pelear: barallar-se
- peluqueria: perruqueria, barberia
- penalti: penal
- pepino: cogombre
- percanç: percaç, contratemps, soscaire
- percatar-se: adonar-se
- permanéixer: quedar-se, romandre
- permitir: permetre
- pertenéixer: pertànyer
- pescadilla: llucet, llúcera
- pessadilla: malson
- pesunya: peüngla, peülla
- petroler: petrolier
- petxuga: pit
- pimentó: pebre roig, pebre, pebrot
- pistatxo: festuc
- pitar: xiular
- pitillo: cigarret
- pito: xiulet
- plaç: termini, terme
- plagat: ple, farcit, atapeït, reblit, cafit, clafit/clafert
- plantejar(-se): proposar(-se); pensar en; representar
- pleit: plet
- plusvalia: plusvàlua
- polac: polonés
- polea: politja
- polilla: arna
- pómez, pedra: pedra tosca
- poc més o menys: si fa no fa
- porcelana: porcellana
- postre: postres
- postrimeries: acaballes, darreries
- pregó: crida, cridada
- pregonar: anunciar, cridar, esbombar, divulgar, difondre, trompetejar
- pregoner: cridador, cridaire, crida m. i f.
- prenda: penyora || peça, vestit || joia
- prendar-se: corprendre’s, enamorar-se
- préstam: préstec; manlleu
- pretenir: pretendre
- prevaléixer: prevaler, prevaldre
- primar: (fer) destacar, sobresortir; posar endavant
- probar: provar, emprovar, tastar
- prògim: proïsme
- promedi (o promig): mitjana f.
- prompte (de): de sobte
- prorrumpir: prorrompre
- proscribir: proscriure
- proveedor: proveïdor
- provist: preveït
- pulgada: polzada
- pulgar: polze, dit gros

## Q
- quartel: caserna || quarter
- quarto: cambra
- casi: gairebé, quasi
- quatrillissos: quadrigèmins
- quatrimestre: quadrimestre
- quebrantar: infringir, violar
- querida: amistançada, aimia
- querido: amant
- ques: formatge
- quico: dacsa torrada
- quiebra: fallida, crac
- quilat o quilate: quirat
- quintal: quintar

## R
- rastrear
- ràfting: descens en bot
- raís de (a): arran de, per motiu de
- raro: estrany, rar
- rascacels: gratacels, tocanúvol
- rasgo: tret, detall, gest, traç
- raspa: rapa || espina (de peix)
- rato: estona, moment || fum, niu
- reaci: rebec, renitent, refractari
- reanudar: reprendre
- real: reial {de rei} || real {de realitat}
- reanudar: reprendre
- rebassar: ultrapassar, excedir, sobrepassar, sobrepujar
- rebatir: rebatre
- rebeldia: rebel·lia
- rebossant: a caramull, pletòric
- rebossar: vessar
- rebuscar: recercar, resseguir
- recado: encàrrec; comissió, diligència; missatge, avís
- recaïda: recaiguda
- recapacitar: repensar, meditar
- recaudar: recaptar
- receta: recepta
- recibo: rebut
- recibidor: rebedor, vestíbul
- recluir: recloure
- reconeixible: recognoscible
- recorte: retall, retallada
- recurrir: recórrer
- red: xarxa || filat || ret
- redada: batuda, agafada, pescada
- rembolso: reembors, reembossament
- redondejar: arredonir
- reemplaç: reemplaçament, lleva
- reflejar (o reflexar): reflectir
- refrendar: referendar, ratificar
- refunfunyar: remugar, rondinar
- registrar (un local): escorcollar
- rehén: ostatge, reena, rehena
- rehusar: refusar, rebutjar
- relicari: reliquiari
- rellenar: farcir
- remanent: romanent
- rematxar: reblar
- remediar: remeiar
- remendar: adobar, apariar
- remendo: adob, apedaçament
- remitir: remetre, trametre
- rencor: rancor
- renta: renda
- rentabilitat: rendibilitat
- rentista: rendista
- reparo: objecció, però, inconvenient
- reparto: repartiment
- repent (de): de sobte, de colp, tot d'una
- repisa: lleixa
- reposteria: rebosteria
- resbalar: relliscar
- respaldo: respatler
- resto: resta, residu || els altres
- retaguàrdia: rereguarda, ressaga
- reto: repte
- retràs: retard, endarreriment
- retrete: comuna, wàter, lavabo
- retxassar: rebutjar, refusar
- revaloritzar: revalorar
- revanxa: revenja
- reventó: rebentada
- revoltijo: revoltim, poti-poti
- rípio: falca || reble, reblum
- rissa: riure m., rialla f.
- rite: ritu
- rizar: arissar
- rizo: ris, rus
- rodaja: rodanxa
- rompeolas: escullera
- ropero: rober, guarda-robes
- rosaleda: roserar
- ròtul: rètol
- ruego: prec

## S
- sabiduria: saviesa
- sable: sabre
- saborejar: assaborir
- sabrós: saborós
- saltamontes: llagostí, llagosta
- salvo: estalvi, estort
- sangria: sagnia
- sàrcia: xàrcia
- scànner: escànner
- secar: assecar
- seguro, segurs: assegurança, (companyia d') assegurances
- seïsme sisme
- sello: segell, timbre
- semilla llavor, grana
- sempre i quan: sempre que
- seno: si || sina
- senyalar: assenyalar (senyalar té un sentit diferent)
- seqüestrar: segrestar
- sequia: sequera
- ser que (a no) : llevat que, tret que
- serio: seriós
- serio (en) : de veres, de debò, seriosament
- sesgat: esbiaixat
- seta: bolet
- sha: xa
- sillín: selló, seient
- sin embargo: tanmateix, nogensmenys
- slalom: eslàlom
- sobac: aixella
- sobar: masegar o maurar (prémer repetidament)
- sobresalient: excel·lent
- sofoco: sufocació
- solomillo: rellom, filet, bistec
- solventar: resoldre
- sombra: ombra
- sónit, sonido: so
- sonrís: somrís || somriure
- sopòncio: batistot, desmai, sobrecor
- sossegar: assossegar
- sospetxa: sospita
- sótan, sótano: soterrani
- sponsor: patrocinador, mecenes
- sublevar-se: insurgir-se
- sudadera: dessuadora
- sudar: suar
- sueldo: sou, jornal
- supondre: suposar
- supost: suposat || supòsit
- supost (per) : per descomptat, és clar, evidentment
- surdo: esquerrà
- susto: esglai, espant, ensurt
- sustraend: subtrahend
- sustraure: sostreure, sostraure
- sutano: en tal

## T
- tabic: envà, mampara
- taburet: tamboret, escambell
- taco: renec, paraulada, grolleria
- tal para qual: l'un per l'altre
- tal que (con) : amb la condició que, amb que, mes que
- taladrar: perforar, barrinar, traucar, trepar
- taladre: perforadora, filaberquí, barrina
- talant: tarannà
- tallo: tija, tronc, tany, brot
- tamany: grandària, talla
- tambalejar: trontollar, trontollejar
- tantejar: fer provatures
- taquilla: caixa, finestreta, despatx (de bitllets); armariet
- tarea: tasca
- tatxar: taxar de, qualificar de
- telaranya: teranyina
- tendinitis: tendinitis, tenonitis
- tenedor: forqueta, forquilla
- tenir que; tenir de, haver de, deure
- tentació: temptació
- terciopelo: vellut
- terraplén: terraplè
- terremoto: terratrèmol
- testic: testimoni
- tildar: titlar; qualificar de, taxar de
- tilde: titla, titlla
- timar: estafar, enganyar
- tinglado: cobert, paradeta || tripijoc
- títul: títol
- tiza: clarió, guix
- tobillo: turmell
- toldo: tendal, vela
- tomillo: timó, farigola
- tonelada, tonellada: tona
- tonteria: bajanada, beneiteria
- tonto: bajà, babau, beneit, totxo, toix
- torneu: torneig
- tornillo: caragol, vis
- tortilla: truita (d'ous), truitada
- tortada: (llesca de) pa torrat
- tortícolis: torticoli, torcecoll
- tossut: testarrut, testard, entemat, temarut
- trage, traje, trajo, tratge, tratjo: vestit (d'home)
- traicionar: trair
- transfons: rerefons
- trastienda: rebotiga
- tregua: treva
- trifulca: conxorxa, consòrcia
- trillissos: trigèmins, bessons de tres
- tuberia: canonada

## U
- ugier: uixer, ordenança
- umbral: llindar
- unyero: unglera
- urban: urbà
- usufructe: usdefruit

## V
- vajilla: vaixella
- vale: val, bo; d'acord, entesos, va bé
- valiós: valuós
- valla: tanca
- vanguàrdia: avantguarda
- vano (en) : debades, en va, inútilment
- varis (varios) : alguns, diversos, diferents, mants
- varonil: baronívol, viril
- vejiga: bufeta, veixiga, bufa
- venda: bena
- vendatge: embenat(ge)
- vendímia: verema
- veneno: verí, metzina
- ventanal: finestral
- veraneant: estiuejant, estivant
- verbena: vetlada, revetla (cal no confondre-ho amb la berbena, una planta)
- verdugo: botxí, borreu
- verduler: verdulaire
- verja: reixat, reixa, tanca
- verosímil: versemblant
- vertent: vessant
- vèrtic: vertigen
- víbora: escurçó, vibra
- vid: cep
- vinagreres: setrilleres, setrill
- virutes: encenalls
- vistasso: ullada, cop d'ull, llambregada
- vivenda: habitatge, habitació (cal no confondre amb la cambra), habitança
- volteretes: tombarelles, volantins

## X
- xabacà: ordinari, xaró
- xapusser: barroer, graponer
- xarco: bassal, toll
- xasco: desengany, decepció
- xatarra: ferralla, ferro vell
- xilló: cridaner, llampant
- xiringuito: barraca, barraqueta, barracó, quiosquet
- xiripa: xamba, sort
- xistar piular
- xiste: acudit, facècia
- xollo: ganga, ocasió
- xumbera: palera

## Z
- zancadilla: traveta
- zanja: rasa, vall, fossat
- zar: tsar
- zumbador: brunzidor
- zurdo: esquerrà